# Jean-François Fayard
Pour les articles homonymes, voir Fayard.
Jean-François Fayard est un historien français.
Il est spécialiste de la Révolution française, notamment à travers l’étude de la "Justice révolutionnaire". 

## Biographie
Docteur en Histoire (université Paris IV-Sorbonne), et en Sciences politiques, ses travaux à l'EHESS, sous la direction de François Furet, portent sur "La justice politique en France durant la Révolution". La publication de ce mémoire de recherche (La Justice révolutionnaire : chronique de la Terreur) en a fait le premier historien à étudier les fondements réels des chefs d'accusation de 2747 guillotinés durant la Terreur.
Le résultat de ses travaux historiques est caractérisé tant par une analyse basée sur les institutions publiques (justice, gouvernement), que par un attachement à livrer une vision intime de personnages historiques (Robespierre).
Il a écrit de nombreux ouvrages en collaboration avec d'autres historiens (Jean Tulard, Alfred Fierro, Alain Decaux).

## Publications
- Des Enfants sans Histoire : le livre blanc de l'enseignement de l'histoire, Perrin, 1984
- La Justice révolutionnaire : chronique de la Terreur, Robert Laffont, 1987
- Histoire et dictionnaire de la Révolution française : 1789-1799, en collaboration avec Jean Tulard et Alfred Fierro, Robert Laffont, coll. « Bouquins », 1987
- Au cœur de la Révolution, Albin Michel, 1988
- La justice révolutionnaire, Robert Laffont, (réédité en 1999)
- Les 100 jours de Robespierre. Les complots de la fin, Éditions Jacques Grancher, 2005

## Prix
- Prix Broquette-Gonin 1985.